# Crucifix de Montefalco
Le crucifix de Montefalco  est une croix peinte en  tempera sur bois réalisée au XIIIe – XIVe siècle et  exposée à l'église-musée San Francesco  de Montefalco.

## Description
Il s'agit d'une représentation du Christus patiens ou du Christus dolens, attribué au principal collaborateur de Giotto à Assise le Maestro del Crocifisso di Montefalco actif XIIIe – XIVe siècle.
Deux figures saintes accompagnent le Christ en croix : Marie et Jean, chacun dans les tabelloni de gauche et de droite du patibulum.
Les panneaux des flancs du Christ comportent un motif doré répété sur fond sombre.
Un Christ bénissant surmonte le tout en clipeus  au-dessus du titulus.